# Буксьер-су-Фруамон
Буксье́р-су-Фруамо́н (фр. Bouxières-sous-Froidmont) — коммуна во французском департаменте Мёрт и Мозель, региона Лотарингия. Относится к  кантону Понт-а-Муссон.

## География
Буксьер-су-Фруамон расположен  в 30 км к северу от Нанси и 20 км к югу от Меца. Соседние коммуны: Лорри-Мардиньи на севере, Шемино на юго-востоке, Лемениль на юге, Шампе-сюр-Мозель, Вандьер и Виттонвиль на западе. 

## История
Считается, что именно здесь погиб Фортуне Эмиль Пуже, ставший первым французским солдатом, погибшим в начале Первой мировой войны после объявления войны между Францией и Германией. 

## Демография
Население коммуны на 2010 год составляло 280 человек.
| 1962 | 1968 | 1975 | 1982 | 1990 | 1999 | 2010 |
| ---- | ---- | ---- | ---- | ---- | ---- | ---- |
| 187  | 198  | 187  | 200  | 239  | 265  | 280  |